# ヒゲコメツキ
ヒゲコメツキ Pectocera fortunei Candèze はコメツキムシ科の昆虫の1つ。この類では大柄なもので、雄では触角の節毎に枝が伸びて櫛状となり、よく目立つ。

## 特徴
大柄なコメツキムシ。体長は21-27ミリメートルに達する。全体に茶褐色で、灰白色や黄色の柔らかく短い毛を全体に密生しており、一部ではそれが斑紋をなしている。頭部の中央、複眼の間は深く凹んでおり、粗大な点刻が密にあり、また触角の基部の上の方には瘤状突起が盛り上がっている。触角は雌では第3節以降の節が少し突き出して、全体としては鋸歯状になる。雄ではその各節から1つの長くて扁平な枝状突起が伸びており、全体としては櫛歯状をなしている。触角は雄では前翅の2/3に届く程度となっている。前胸背は中央が幅広く盛り上がり、そのまた中央には浅い縦溝が1本入っている。表面には点刻が一面にあり、側面ではそれがより密になっている。また表面には全体に軟毛がある。前翅には9本の縦溝が走り、その間はわずかに盛り上がり、全体に点刻がまばらにあるが、基部側ではそれは不明瞭となっている。翅の先端は棘状に突き出している。また前翅の背面には所々軟毛が集まって出来た斑紋があり、3-4個の斑紋が縦に並んだ形になっている。
性的二形は主として触角に見られ、上述のように雌では鋸歯状、雄では目だった櫛歯状を示す。

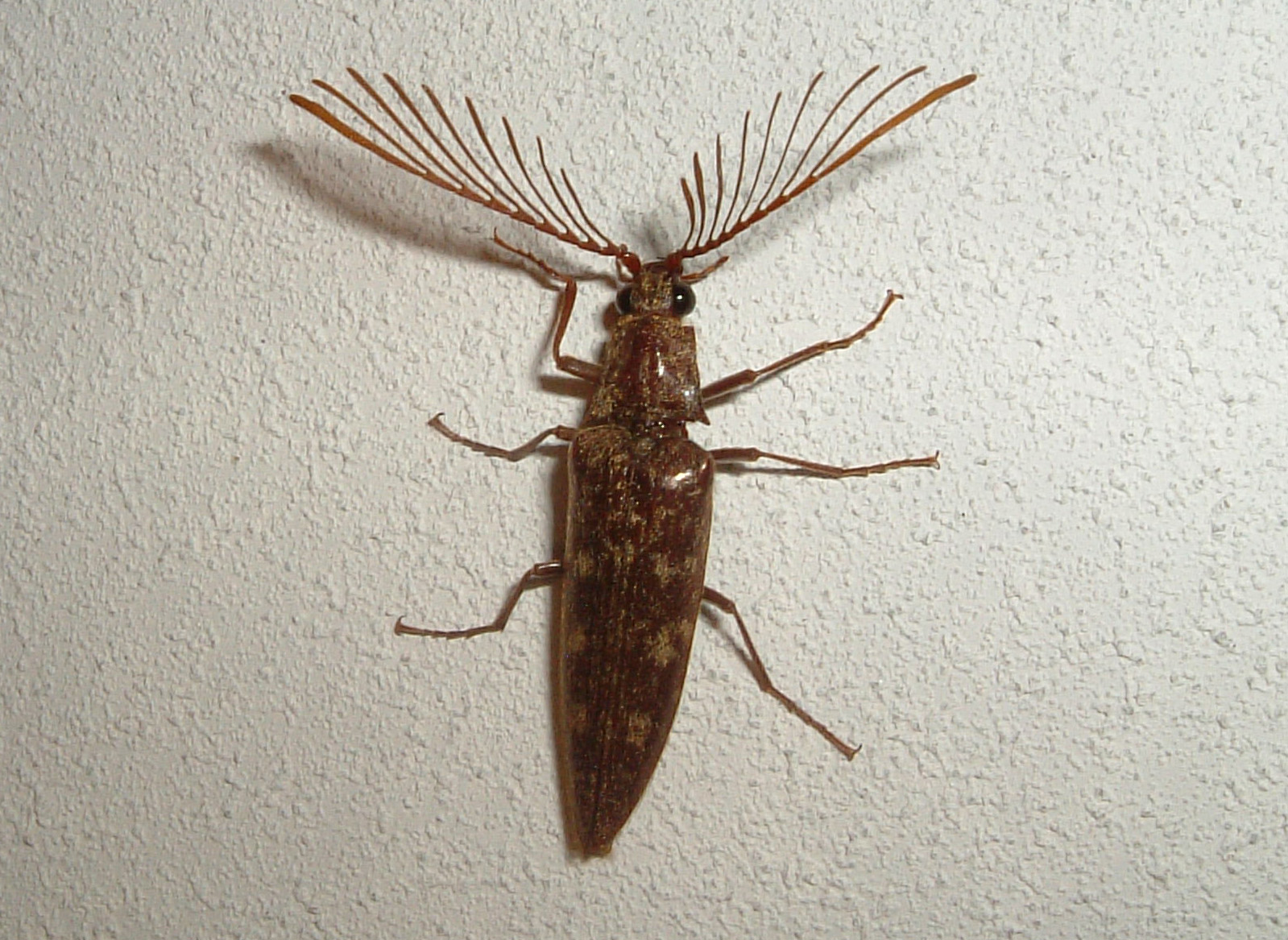
雄成虫、背面より
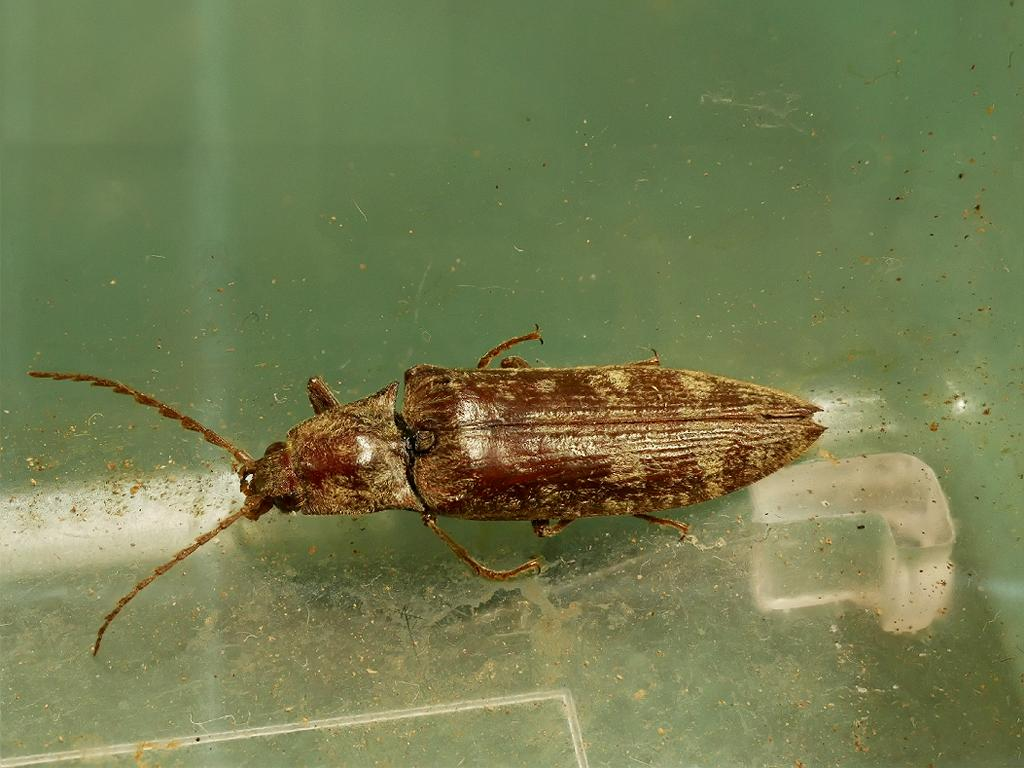
雌成虫

## 分布
日本では北海道、本州、四国、九州、それに飛島、粟島、佐渡、伊豆諸島の神津島、壱岐、対馬、屋久島から知られ、国外では中国に分布する。
普通種である。

## 生態など
成虫は5月頃より出現し始め、夏に多くなる。昼間は樹木の花の上で見られることが多く、夜には灯火に飛来するのが見られる。

## 近縁種、類似種など
本属のものとしては日本には他に次の種が知られる。
- Pectocera　ヒゲコメツキ属
  - P. amamiinsulana　アマミヒゲコメツキ：奄美大島、徳之島、沖縄本島
  - P. yaeyamana　オオクロヒゲコメツキ：石垣島、西表島

これらはいずれも本種によく似ているが、分布域は上記のようで本種とは重複しない。形態的な差違は細部によらねばならない。
なお、日本のコメツキムシ科で大柄で触角が櫛状になるものとしては他にオオクシヒゲコメツキ Tetrigus lewisi があるが、これは全体にほぼ黒色であり、また触角はせいぜい前胸背の後端に届く程度しかなく、またその櫛歯状も本種のものほど華々しいものではない。なお、科は違うがホソクシヒゲムシ科のムネアカクシヒゲムシ Horatocera niponica なども似た印象の甲虫である。